# Феррари, Жером
Жером Феррари (фр. Jérôme Ferrari, род. в 1968 году в Париже) — французский писатель и переводчик. Лауреат Гонкуровской премии 2012 года за роман «Проповедь о падении Рима».
Феррари преподавал философию в различных учебных заведениях: на Корсике в лицее де Порто-Веккьо, затем в течение нескольких лет в международном лицее Александра Дюма в Алжире, и после этого в лицее города Аяччо. В настоящее время он профессор философии во французской школе Абу-Даби.

## Произведения
- 2012 Le Sermon sur la chute de Rome (Проповедь о падении Рима)
- 2010 Où j’ai laissé mon âme (Where I Left My Soul, 2012)
- 2009 Un dieu un animal
- 2008 Balco Atlantico
- 2007 Dans le secret
- 2002 Aleph zéro